# 金益勳
金益勋（韓語：김익훈，1619年—1689年3月11日），字懋叔，號光南，朝鲜王朝后期的政治人和军人，外戚。諡號忠獻。朝鲜肃宗的正妃仁敬王后金氏的从祖父及九云梦，谢氏南征记的著者金万重的父亲金益谦的同父异母弟弟。宋時烈的門人。